# Celera Genomics
La Celera Genomics è un'azienda statunitense fondata nel 1998 da Craig Venter, con lo scopo di sequenziare il genoma umano.
Nel febbraio 2001 pubblicò l'articolo con i risultati del sequenziamento sulla prestigiosa rivista Science, anticipando il consorzio internazionale detto Progetto Genoma Umano. Attualmente l'azienda si occupa di diagnostica molecolare, offrendo servizi di analisi avanzata ad altri laboratori.

Il fondatore dell'azienda è uno dei cinque donatori del DNA usato per il sequenziamento e può così vantarsi di essere uno dei pochissimi uomini al mondo con il proprio genoma totalmente sequenziato.